# Бароти, Давид

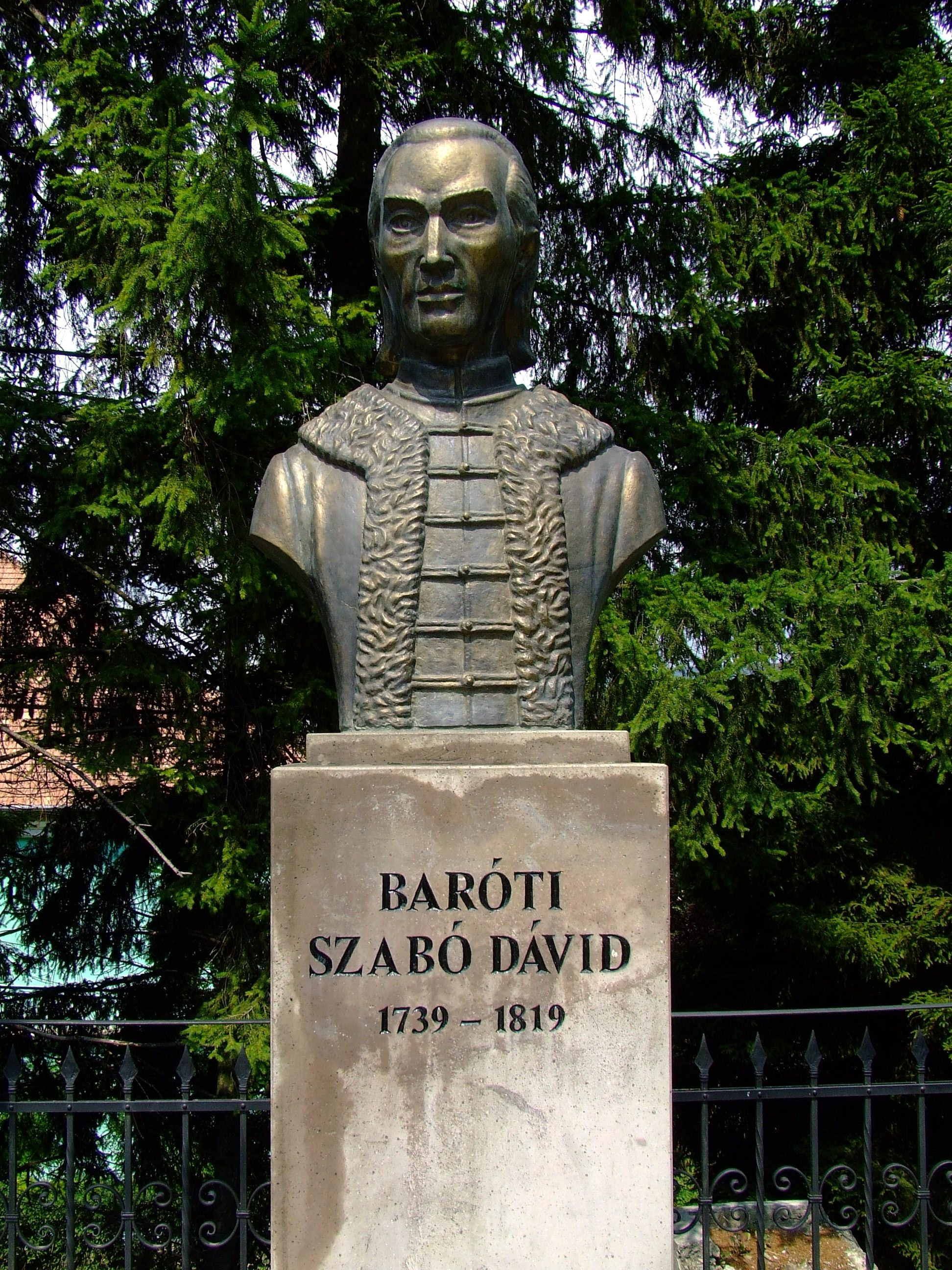
Бюст Давида Бароти в городе Одорхею-Секуйеск (Трансильвания)

Давид Бароти Сабо (венг. Baróti Szabó Dávid; 10 апреля 1739, Барот (ныне Бараолт, Румыния) — 22 ноября 1819, Вирт, ныне Словакия) — венгерский переводчик, филолог, педагог и поэт.
Вступил 30 ноября 1757 года в орден иезуитов, был направлен послушником в Тренчин, с 1759 по 1760 год изучал древнегреческий и латынь в Секешфехерваре, затем, с 1760 по 1763 год, философию в Тирнау. В 1763—1764 годах преподавал в гимназии в Коложваре, в 1764—1765 годах служил преподавателем поэзии и воскресным проповедником в Эгере. С 1765 по 1770 год изучал богословие в университете города Кашша (Кошице) и в итоге был рукоположён в священники.
С 1771 года преподавал риторику и поэзию в Надьвараде, затем в Бестерцебанье (1772—1773), с 1773 года (после запрета деятельности иезуитов в стране) преподавал риторику в Комарно и с 1777 года в Кашше. В 1788 году вместе со своими друзьями Ференцем Казинци и Яношем Бачани Казинци приступил к изданию литературного журнала под названием «Венгерский музей» (Maďarské múzeum) и находился у его руководства до 1792 года. В 1799 году вышел в отставку с пенсией в 600 форинтов и удалился в Вирт, где и умер спустя двадцать лет.
Два важнейших его произведения — переводы на венгерский язык Мильтона («Потерянный рай») и Вергилия («Энеида» и эклоги, 1810—1813). Бароти написал также грамматику и довольно полный словарь венгерского языка. Кроме того, он воспел победы венгров над турками.